# 프리드리히 5세 폰 데어 팔츠 선제후

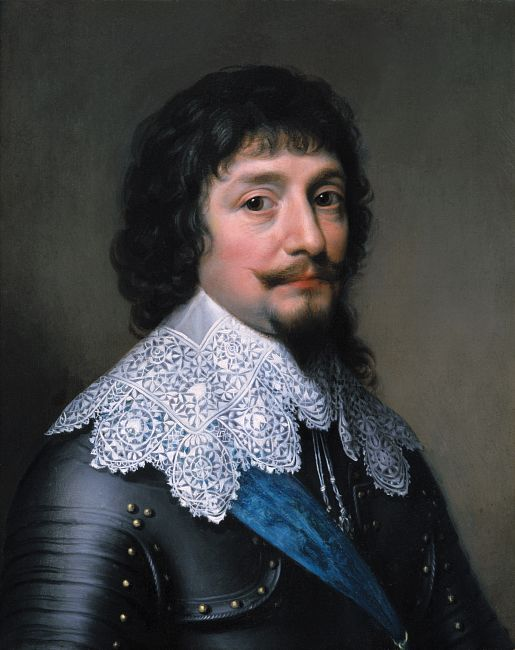
보헤미아 국왕시절의 베드르지흐(프리드리히 5세)

프리드리히 5세(Friedrich V, 1596년 8월 26일 ~ 1632년 11월 29일)는 라인의 팔츠 선제후 겸 보헤미아 왕국의 국왕(재위: 1610년 ~ 1620년)이다. 보헤미아 국왕으로는 베드르지흐(체코어: Bedřich)로 불렸다. 그가 보헤미아 왕으로 재위한 후 정적인 제국 측은 그의 치세가 그해 겨울 안에 끝날 것이라는 의미의 겨울왕(독일어: Winterkönig)이라는 별칭을 붙여 모욕했고, 실제 그의 치세가 짧은 기간에 그치면서 이 별명이 굳어지게 되었다.
프리드리히는 프랑스식 교육을 받았으며 1610년 부친 프리드리히 4세가 사망하자 승계했다. 프로테스탄트 국가인 보헤미아에서 귀족들이 로마 가톨릭교도인 오스트리아 대공 페르디난트 2세에 대항해 보헤미아 반란을 일으켰고 1619년 11월 4일 프라하에서 즉위식을 가져 보헤미아 왕위에 올랐다.
보헤미아 국왕으로 등극한 직후 베드르지흐는 진드리히 마타야스 트런 백작과 더불어 보헤미아-팔츠-지벤뷔르겐의 개신교 연합군을 이끌고 빈을 공격했으나 아무런 성과도 거두지 못했다. 이러한 선제공격으로 유럽의 가톨릭 국가들은 페르디난트 2세에 대한 지원을 결의하였고, 그러한 결의로 가톨릭 연합군은 개신교 연합군보다 우위를 차지하게 되었다.
그는 보헤미아-팔츠의 총사령관이었던 안할트(C. v. Anhalt)로 하여금 최후 결전을 준비하게 했다. 1620년 11월 8일 안할트는 21,000 명으로 구성된 보헤미아-팔츠 연합군을 이끌고 프라하 서부 근교의 얕으막한 구릉인 하얀 산이라는 뜻의 빌라호라 백산 전투에서 카렐 보나벤투라 부쿼이와 틸리 백작 요한 체르클라에스가 이끄는 28,000 명의 부대에 대패했다. 1621년 에른스트 폰 만스펠트와 브라운슈바이크의 크리스티안이 군사를 일으켜 서부 독일 지역에서 싸웠으나 역시 틸리 백작 요한 체르클라에스에게 패하고 1623년 바이에른의 막시밀리안 1세에게 넘어갔다. 1628년에는 바이에른이 오버팔츠를 합병하고 프리드리히는 복위하지 못했다. 1622년 네덜란드 헤이그로 망명한 프리드리히는 여생을 네덜란드와 영국이 제공한 돈으로 살았다.
스웨덴이 반 합스부르크 동맹에 가세하자, 프리드리히도 구스타브 2세 아돌프를 수행하고 1630년 ~ 1632년 독일 원정에 참가했다가 전사했다.

## 자녀
프리드리히 5세는 1613년 2월 14일 제임스 1세와 덴마크의 앤의 딸 엘리자베스 스튜어트와 결혼했다. 부부는 13명의 자녀를 두었다.
- 프리드리히 하인리히(1614~1629)
- 카를 루트비히(1617~1680) 팔츠 선제후
- 엘리자베트(1618~1680)
- 루프레히트(1619~1682)
- 모리츠(1620~1652)
- 루이제 마리아(1622~1709)
- 루트비히(1624~1625)
- 에두아르트(1625~1663)
- 헨리에테 마리(1626~1651)
- 요하네스 필리프 프리드리히(1627~1650)
- 샤를로테(1628~1631)
- 조피(1630~1714) 하노버 선제후비
- 구스타프 아돌프(1632~1641)